# HOBOS
Die HOBOS (HOney Bee Online Studies – HOnigBienen Online Studien) sind eine digitale Lernplattform im Internet. Gründer waren Prof. em. Dr. Jürgen Tautz und Hartmut Vierle an der Bienenstation der Julius-Maximilians-Universität Würzburg.
HOBOS bestand in Würzburg – von ersten Versuchen ab 2006 einmal abgesehen – vom 1. Juni 2009 bis 31. Dezember 2019.
Das Internet-Angebot wird als Bildungsportal für Schulen und Universitäten weltweit genutzt.
In seiner Pilotphase wurde es neben Deutschland in den USA, in China, Luxemburg, Nordirland, Italien, Südafrika, der Schweiz und Jordanien angeboten.
Zentraler Teil von HOBOS ist ein Bienenstock pro Standort, der rund um die Uhr von verschiedenen Kameras und Messinstrumenten beobachtet wird. Ermittelt werden verschiedene Temperaturwerte, die Luftfeuchtigkeit, die Anzahl der Ein- und Ausflüge sowie das Gesamtgewicht des Stocks.
Darüber hinaus werden die Wetterdaten der Umwelt aufgezeichnet.
Über verschiedene Livestreams lässt sich das Bienenvolk direkt beobachten.
Ziel des Experimentes ist es, Daten über das Bienenvolk zu erhalten, ohne es durch Messungen in seinem natürlichen Lebensablauf zu stören. Alle Messdaten werden gespeichert und sind im Internet abrufbar.
Die non-profit-Plattform deckt zwei Bildungsfelder ab:
- Forschen mit HOBOS: Der freie Zugang zu allen Daten, in Echtzeit oder archiviert über die Datenbanken, ermöglicht eine offene Wissenschaft. Wissenschaftler, Lernende und Interessierte können alle erfassten Vorgänge im Bienenstock verfolgen und damit eigene Fragen bearbeiten.
- Lernen mit HOBOS: Schulen und Universitäten haben die Möglichkeit des naturwissenschaftlichen Arbeitens anhand eines echten Bienenvolkes und dessen Umwelt.

Das Projekt richtet sich mit Unterrichtsmaterial und Forschungsanregungen an Schüler, Studenten und Wissenschaftler.
Am 10. Oktober 2014 wurde in Bad Schwartau die zweite HOBOS-Station der Öffentlichkeit präsentiert, am 1. Juni 2017 wurde im AUDI Werk Münchsmünster die Smart HOBOS Bienenstation aktiviert, zwischenzeitlich gab es auch eine Station in Bournemouth in Südengland.
Am 31. Dezember 2019 wurde das Projekt an der Uni Würzburg eingestellt, da die Finanzierung ausgelaufen ist. Messtechnik, Kameras, IT und Bildungsmaterial wurden am neuen Standort in Aura an der Saale installiert, wo das HOBOS Projekt ehrenamtlich weiter betrieben wird.

## Auszeichnungen (Auswahl)
Für HOBOS und den Initiator Jürgen Tautz wurden im Zusammenhang mit dem Projekt u. a. folgende Auszeichnungen verliehen:
- 2008: Kommunikationspreis der Europäischen Molekularbiologie-Organisation (EMBO) für Jürgen Tautz
- 2009: Auszeichnung beim Hochschulwettbewerb „Alltagstauglich“ des Bundesministeriums für Bildung und Forschung (BMBF)
- 2009: Auszeichnung als offizielles Projekt der UN-Weltdekade „Bildung für nachhaltige Entwicklung“ der UNESCO
- 2010: Auszeichnung beim Innovationswettbewerb „365 Orte im Land der Ideen“ der Deutschen Bank und der Standortinitiative „Deutschland – Land der Ideen“
- 2010: BIONADE-Prämie für HOBOS
- 2011: Nominierung für den Clean Tech Media Award
- 2012: dm-drogerie markt wählt HOBOS für die Nachhaltigkeitskampagne „Ideen Initiative Zukunft“ aus
- 2012: Communicator-Preis der Deutschen Forschungsgemeinschaft für Jürgen Tautz
- 2012: Nominierung für das Science on Stage Festival
- 2012: Nominierung für das Europäische Science on Stage Festival
- 2013: Journalistenpreis Hauptsache Biologie für Jürgen Tautz und Kristina Vonend
- 2013: Nachhaltigkeitspreis des Neumarkter Lammsbräu für Jürgen Tautz
- 2013: STENCIL-Preis in der Kategorie „Schule“
- 2013: Ehren- und Förderpreis der Stiftung Filippas Engel für Kristina Vonend
- 2014: 2. Preis des Deutschen E-Learning Innovations- und Nachwuchs-Award (d-elina-Award) in der Kategorie „School“
- 2014: Urkunde vom BLLV für die „durchweg sehr hohe Qualität“ des HOBOS-Projekts
- 2014: Erster Platz bei der Social-Media-Kampagne des Lebensmittelherstellers tegut
- 2016: Inklusionspreis des Bezirks Unterfranken in der Kategorie Bildung und Erziehung[1]

## Weiterführende Literatur
- Jürgen Tautz: Die Erforschung der Bienenwelt. Neue Daten – neues Wissen. Audi-Stiftung, Ingolstadt 2014.
- Jürgen Tautz: Exploring the world of the honeybee. New data – new insights. Audi-Stiftung, Ingolstadt 2017.